# 吕振霖
吕振霖（1955年3月—），江苏江都人。中国共产党党员。华东水利学院（今河海大学）农田水利工程专业干部专修科毕业，中共中央党校研究生院在职研究生班经济管理专业研究生学历。历任中共江苏省江都县委副书记、代县长、县长、县委书记，兴化市委书记，泰州市副市长、市委常委、常务副市长等职。2003年4月任江苏省水利厅厅长，2008年3月连任。